# Matthias Zachert

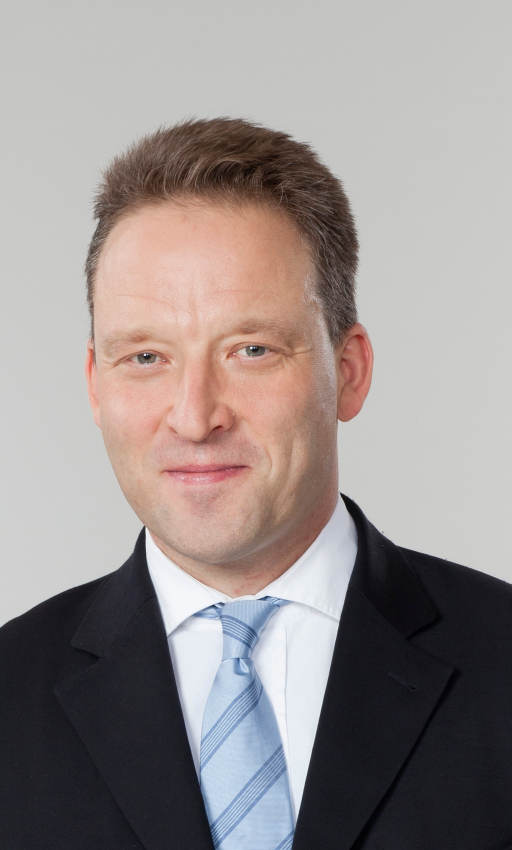
Matthias Zachert (2012)

Matthias Zachert (* 8. November 1967 in Bonn) ist ein deutscher Kaufmann und Wirtschaftsmanager. Er war Finanzvorstand der Merck KGaA und ist seit 1. April 2014 Vorstandsvorsitzender der Lanxess AG.

## Werdegang
Nach dem Abitur am Bonner Amos-Comenius-Gymnasium machte Zachert eine Ausbildung zum Industriekaufmann bei Daimler-Benz in Stuttgart. Danach absolvierte er von 1990 bis 1995 ein Studium zum Diplom-Kaufmann in Oestrich-Winkel.
1995 wurde er vom neuen Hoechst-Vorstand Jürgen Dormann in der Zentralen Direktionsabteilung FRW (Finanz- und Rechnungswesen) eingestellt, um den übernommenen amerikanischen Pharmakonzern Marion Merrell Dow (MMD) 1997 zusammen mit allen Hoechst-Pharmaeinheiten wieder als Hoechst Marion Roussel AG (HMR) auszugliedern. 1998 war er beteiligt am Zusammenschluss von Hoechst mit Rhone-Poulenc zum Nachfolgeunternehmen Aventis Pharma, wo er im Januar 2000 Chief Financial Officer der Internationalen Region wurde. Rechtzeitig vor Zerfall des weltweit kurzlebigsten Pharmakonzerns im Jahr 2003 verließ Zachert Aventis.
Im Sommer 2002 ging Zachert zur Kamps AG nach Düsseldorf, wo er Finanzvorstand wurde und durch den Verkauf der Harry’s-Backwaren-Kette die Finanzen aufbesserte.
Anfang 2004 bestellte die Bayer AG ihn zum Finanzvorstand von NewCo. NewCo war der Projektname der Ausgliederungen weiter Teile des Chemie- und Kunststoffbereichs. Aus NewCo wurde später die Lanxess AG. Am 1. Juni 2004 wurde Zachert Finanzvorstand des Unternehmens, Axel C. Heitmann wurde im gleichen Jahr Vorstandsvorsitzender von Lanxess.
Im Juni 2011 ging Zachert zur Merck KGaA nach Darmstadt, wo er als Mitglied der Geschäftsleitung für Finanzen verantwortlich war. Nachdem sich Ende 2013 die Demission des Lanxess-Vorstands abzeichnete, wurden mit Zachert kurzfristig Verhandlungen aufgenommen.
Am 26. Januar 2014 wurde Zacherts Rückkehr zur Lanxess AG als Vorstandsvorsitzender bekanntgegeben.
Mit Bekanntgabe von Zacherts Wechsel brach der Kurs der Merck-Aktie um etwa 10 % ein, während im Gegenzug der Kurs der ebenfalls im DAX notierten Lanxess-Aktie kurzzeitig um über 8 % stieg. Zachert betrieb seitdem bei Lanxess den Ausstieg aus dem Kautschukgeschäft im Rahmen der Ausgründung eines Joint Ventures mit Saudi Aramco unter dem Namen Arlanxeo. Außerdem richtete er den Konzern auf die profitableren Geschäfte mit Additiven und Produkten aus dem Consumer Protection Bereich aus.
Seit dem 31. Januar 2018 ist Zachert Mitglied im Aufsichtsrat der Siemens AG.
Zachert zählt zu den Vorständen im M-DAX, mit den höchsten Vergütungen. Seine Jahresgesamtvergütung für das Geschäftsjahr 2022 betrug über 5,7 Mio. Euro.

## Privates
Zachert ist eines von drei Kindern von Christel und Hans-Ludwig Zachert. Er ist verheiratet und hat vier Kinder. Beim Leverkusener Halbmarathon 2015 lief er die 21 km in 1:46:43 Stunden.
Matthias Zachert ist Vorsitzender des Vorstands der von Christel Zachert gegründeten Isabell-Zachert-Stiftung. Diese setzt sich unter dem Dach der Deutschen Kinderkrebsstiftung für die Verbesserung der psychosozialen Bedingungen krebskranker Kinder und ihrer Familien ein.